# Biserica Sf. Nicolae din Cerneți
Biserica Sf. Nicolae din Cerneți este un ansamblu de monumente istorice aflat pe teritoriul satului Cerneți, comuna Șimian.

Ansamblul este format din următoarele monumente:
- Biserica „Sf. Nicolae” (cod LMI MH-II-m-A-10284.01)
- Zid de incintă (cod LMI MH-II-m-A-10284.02)
- Cimitirul vechi (cod LMI MH-IV-s-A-10284.03)

## Istoric și trăsături
Biserica a fost construită între anii 1784-1794. Lucrările au fost începute de Radu Plesoianu și Stoian Dimitrie, biserica fiind zidită până la ferestre. „Nedându-le mâna a mai lucra”, după cum arată pisania, biserica a rămas neterminată și pustie. Construcția a fost terminate de Ion Glogoveanu, sfințirea având loc la 30 septembrie 1794. Biserica are hramurile Sfântul Ierarh Nicolae și Sfântul Ierarh Spiridon.  A jucat un rol important și în dezvoltarea învățământului mehedințean, pe lângă ea funcționând o școală.

## Imagini

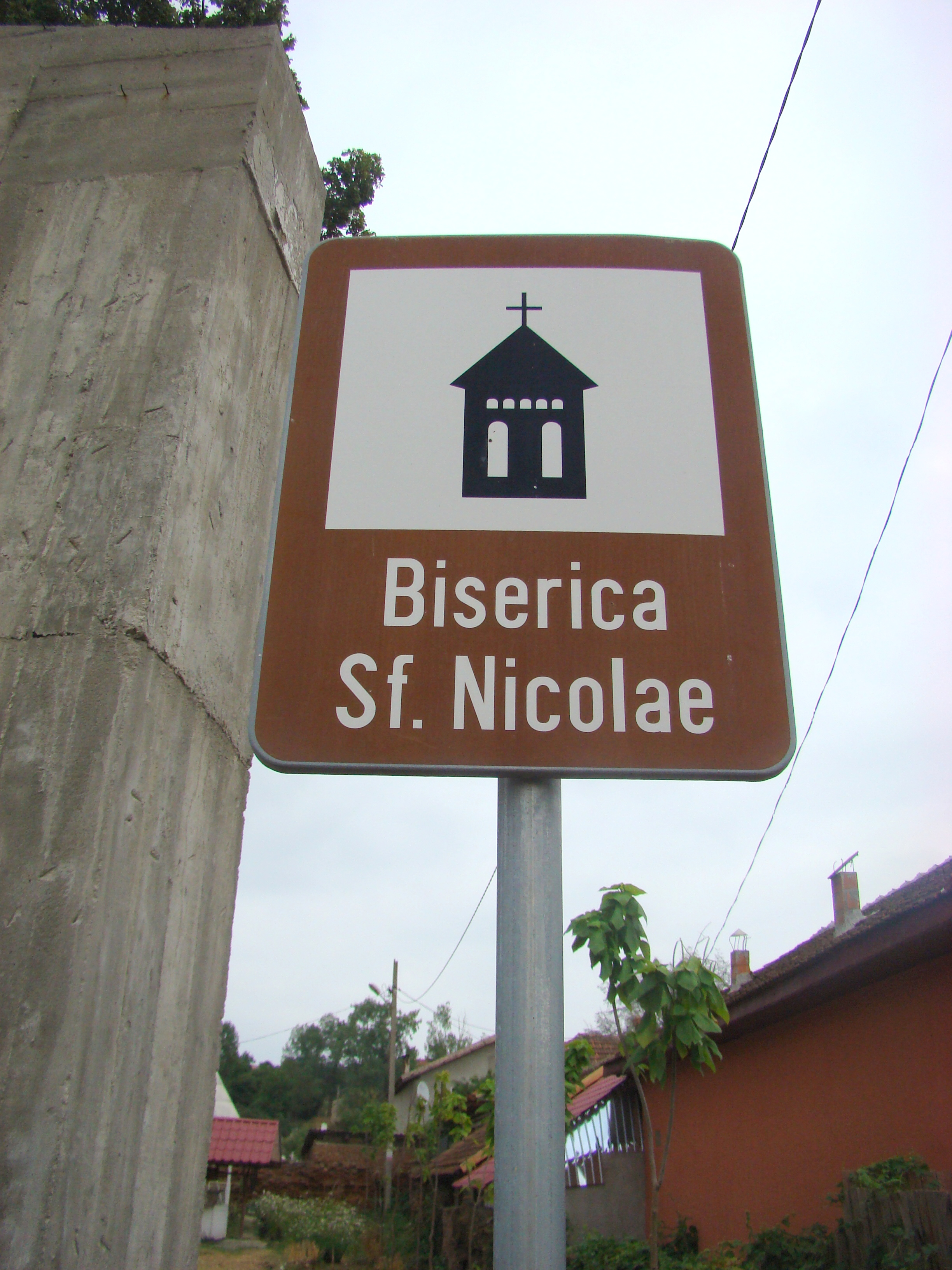
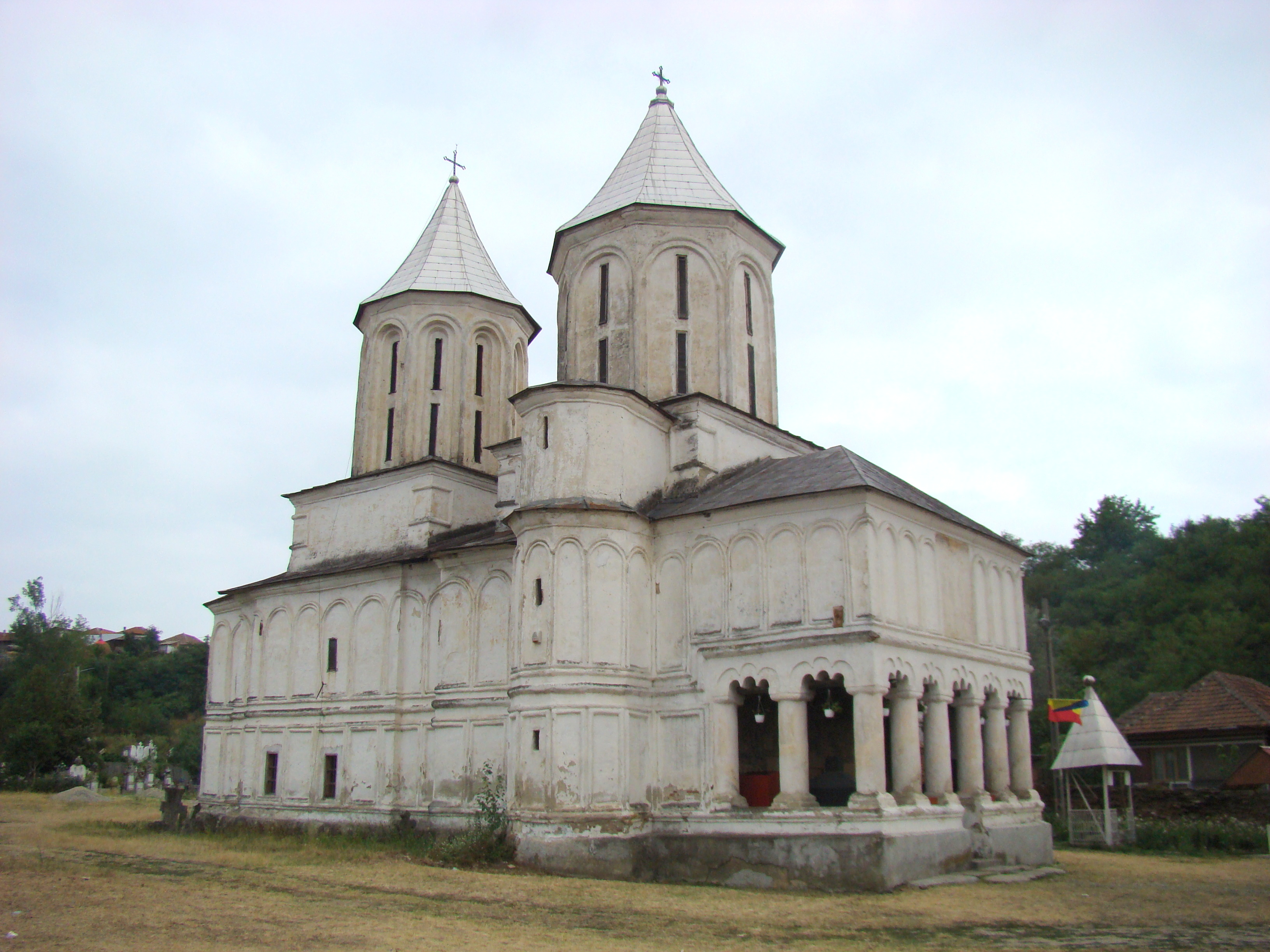
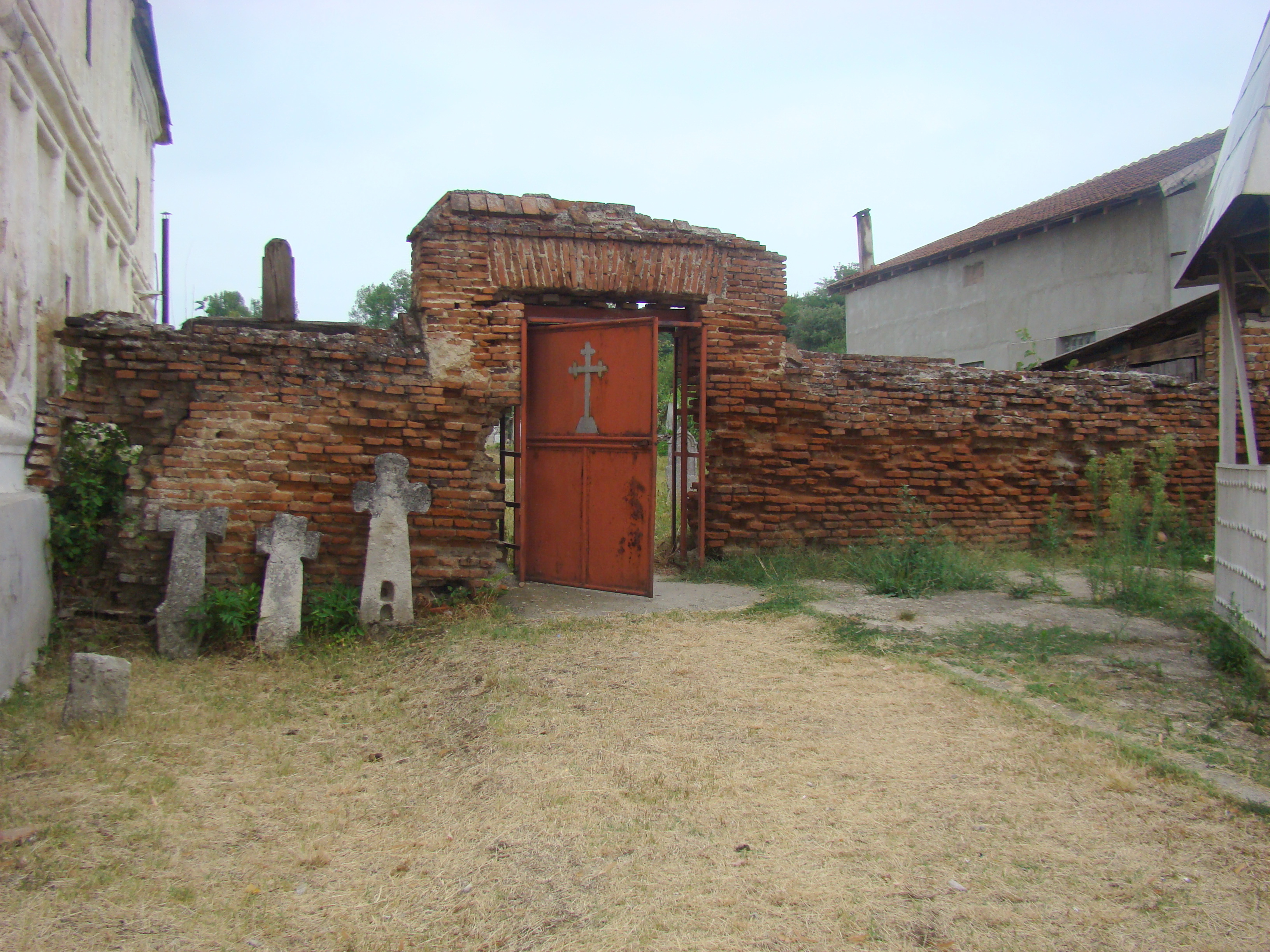
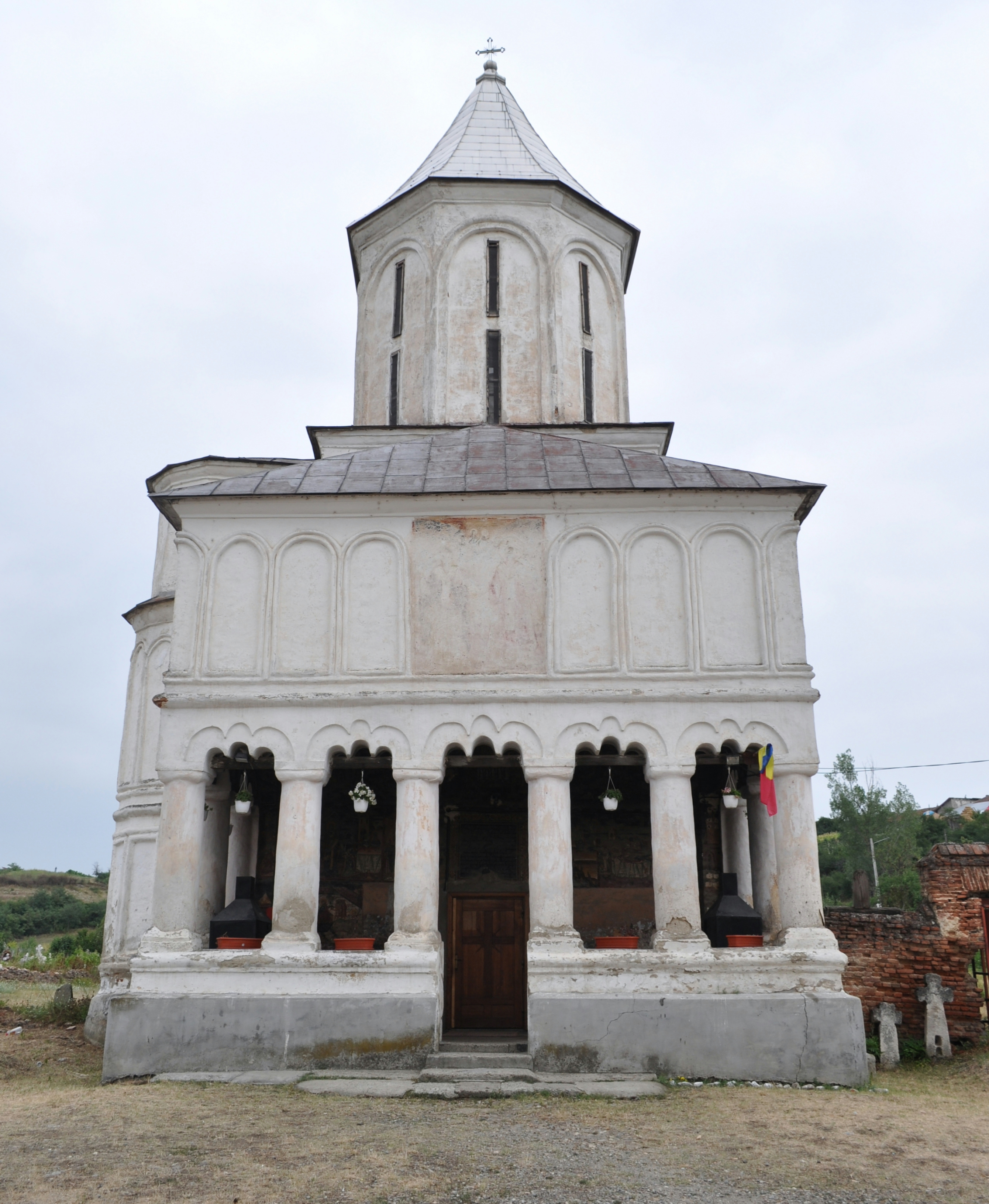
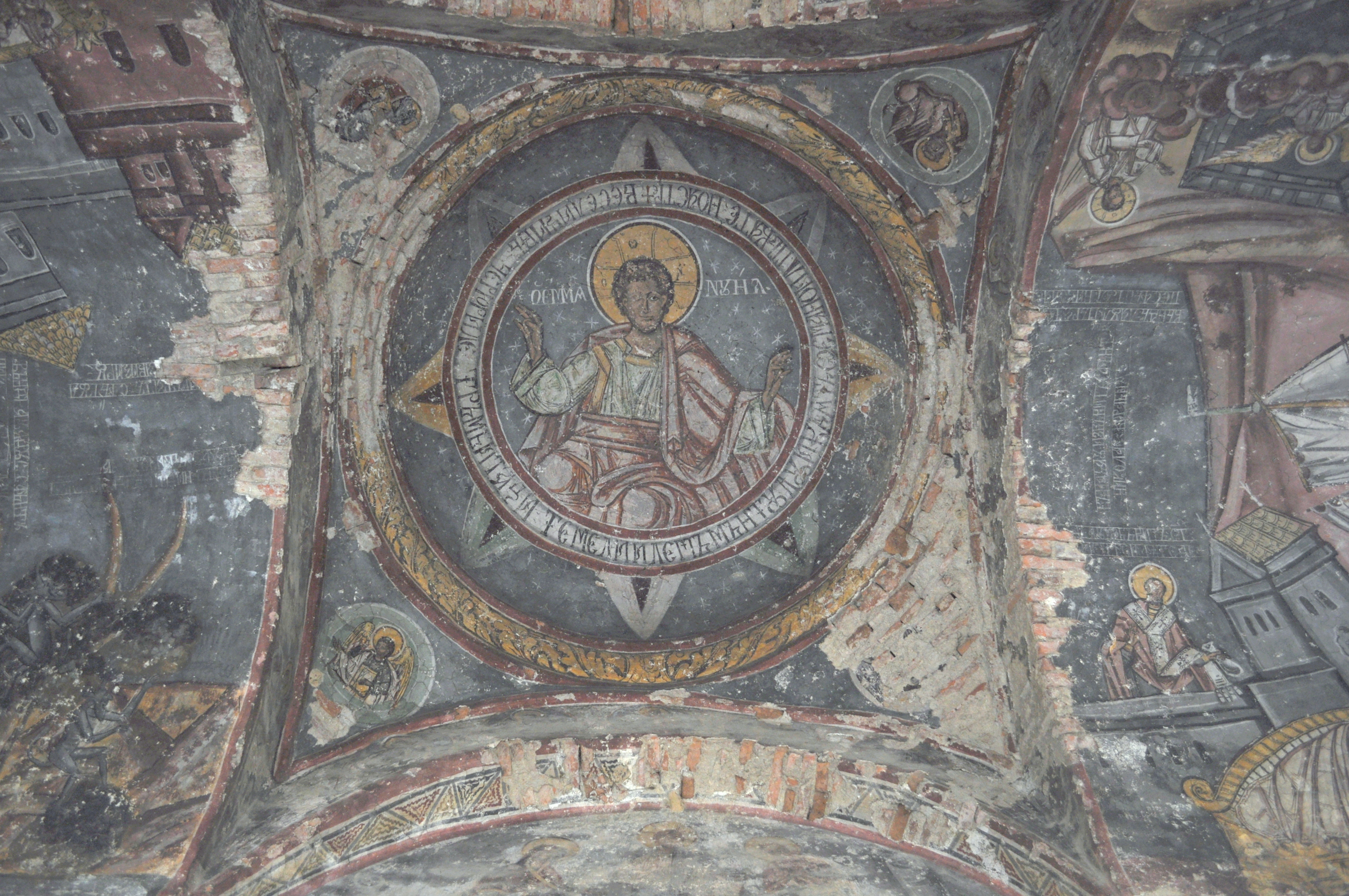
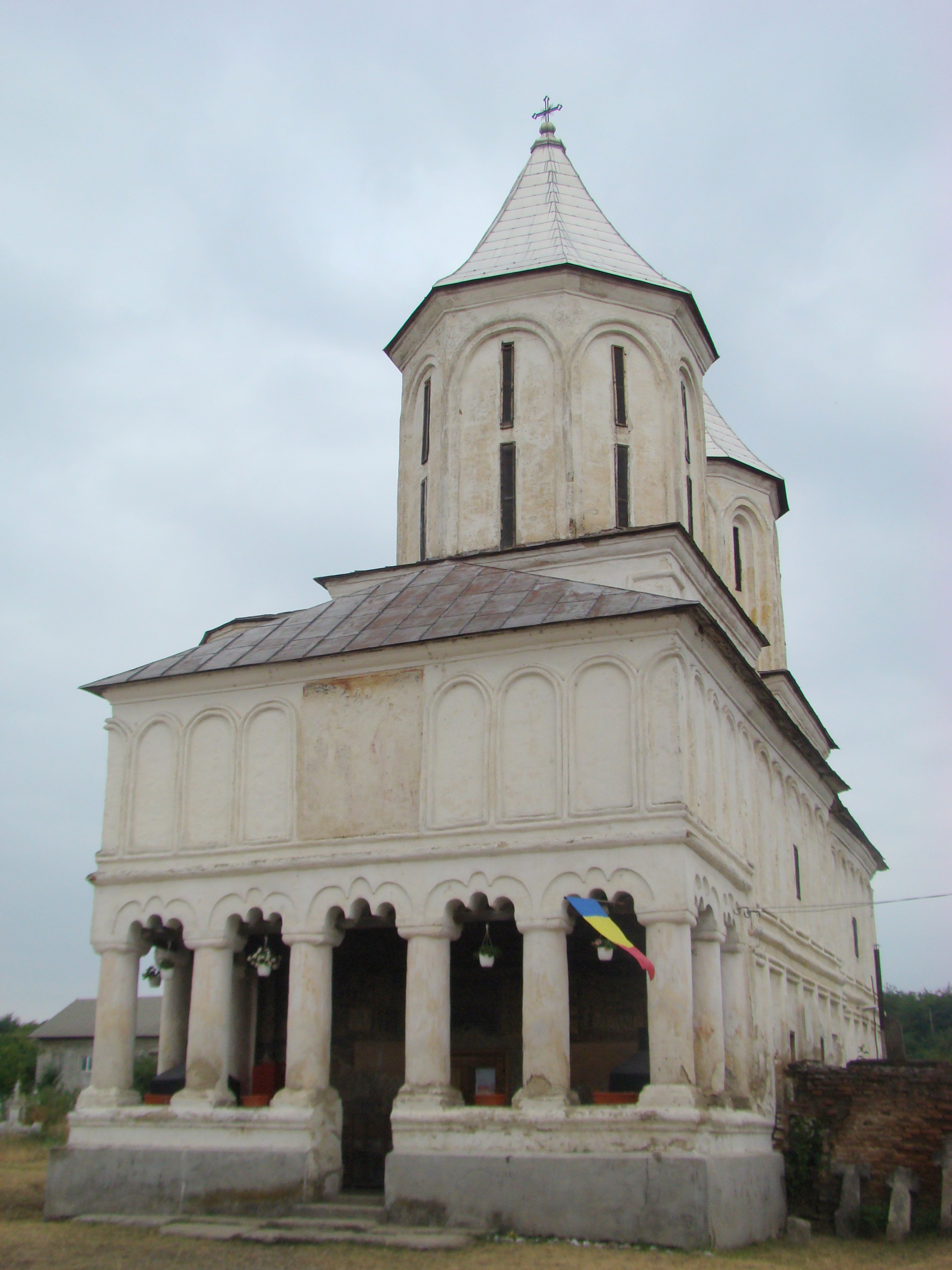
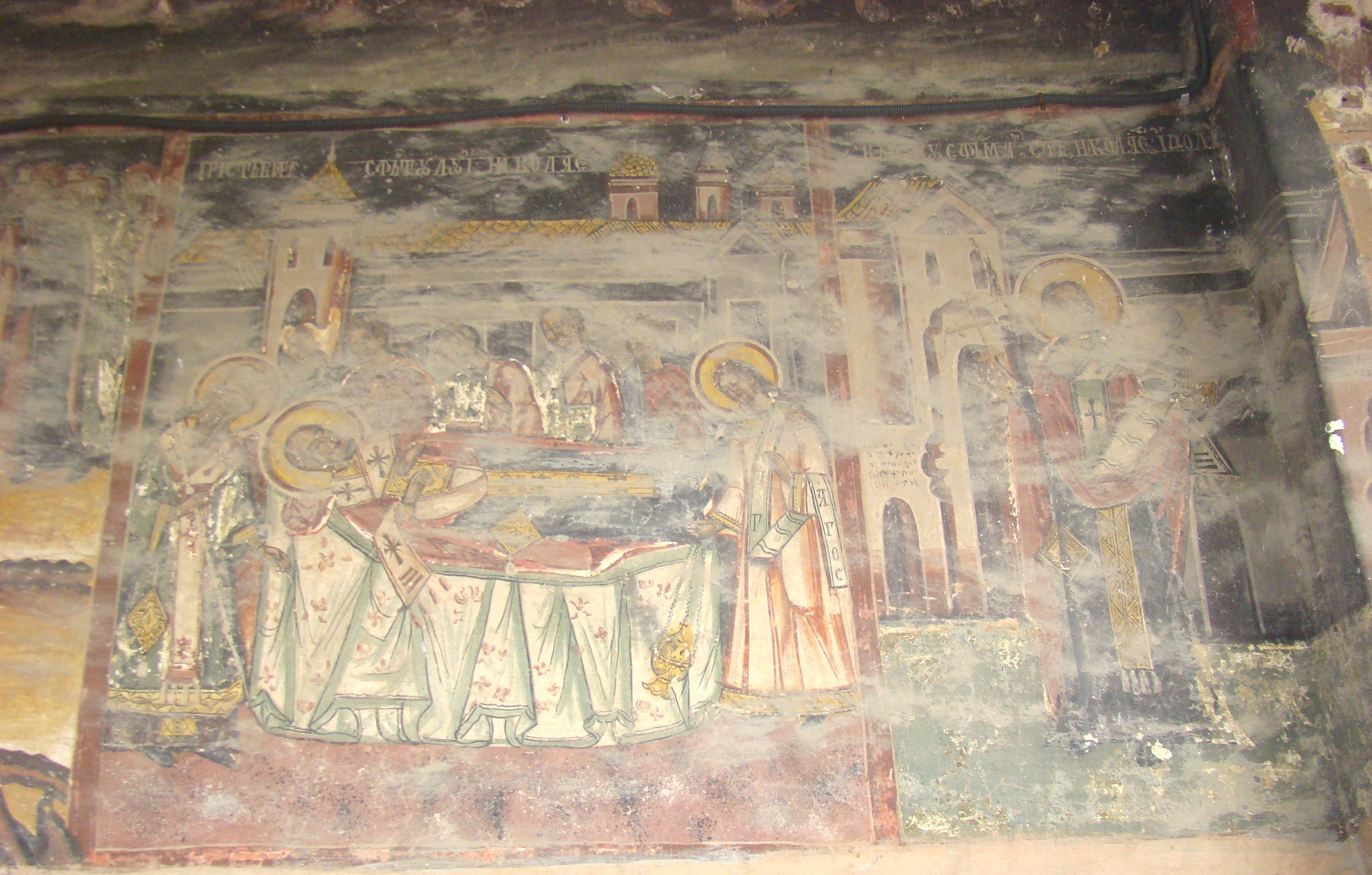
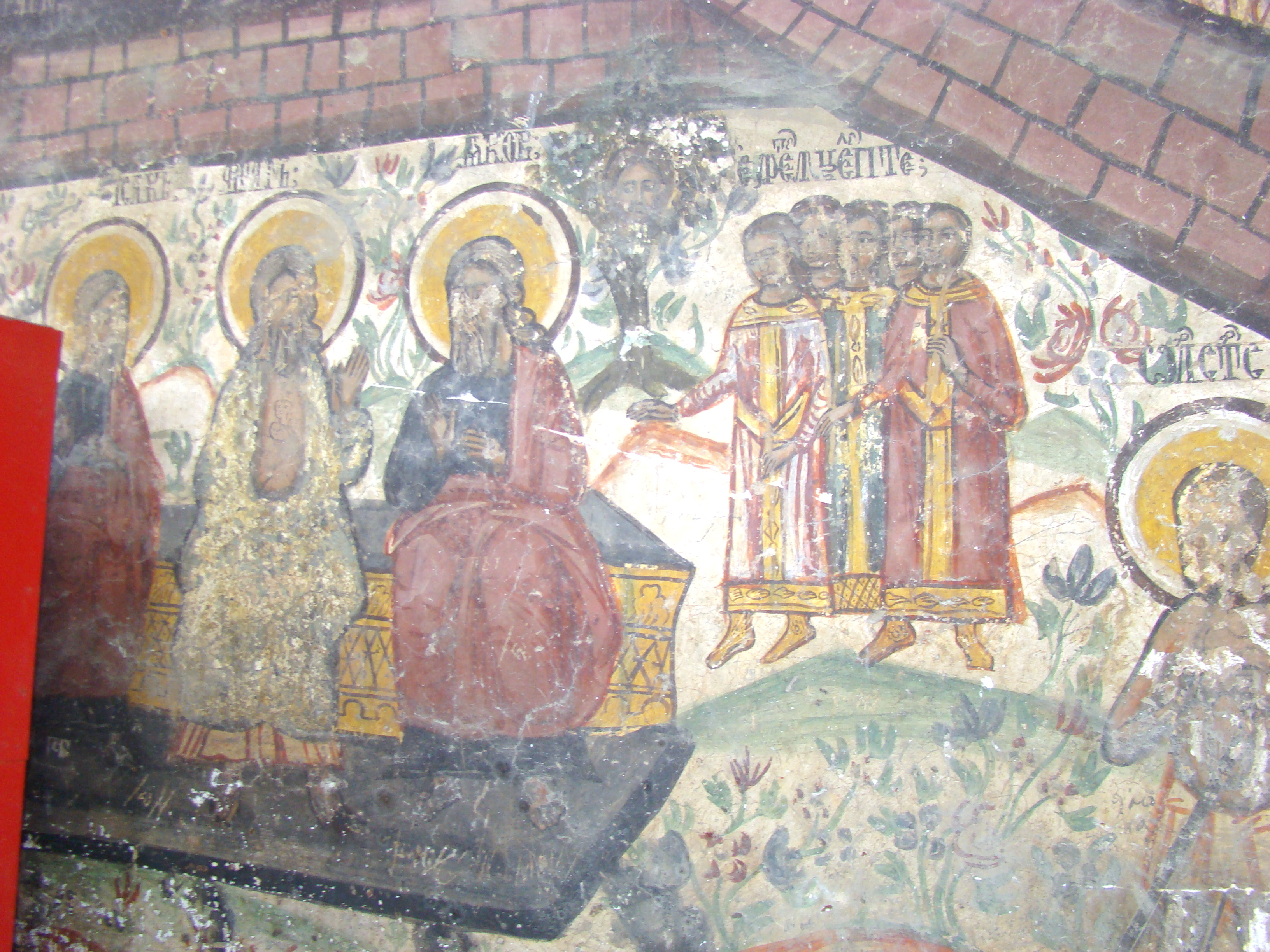
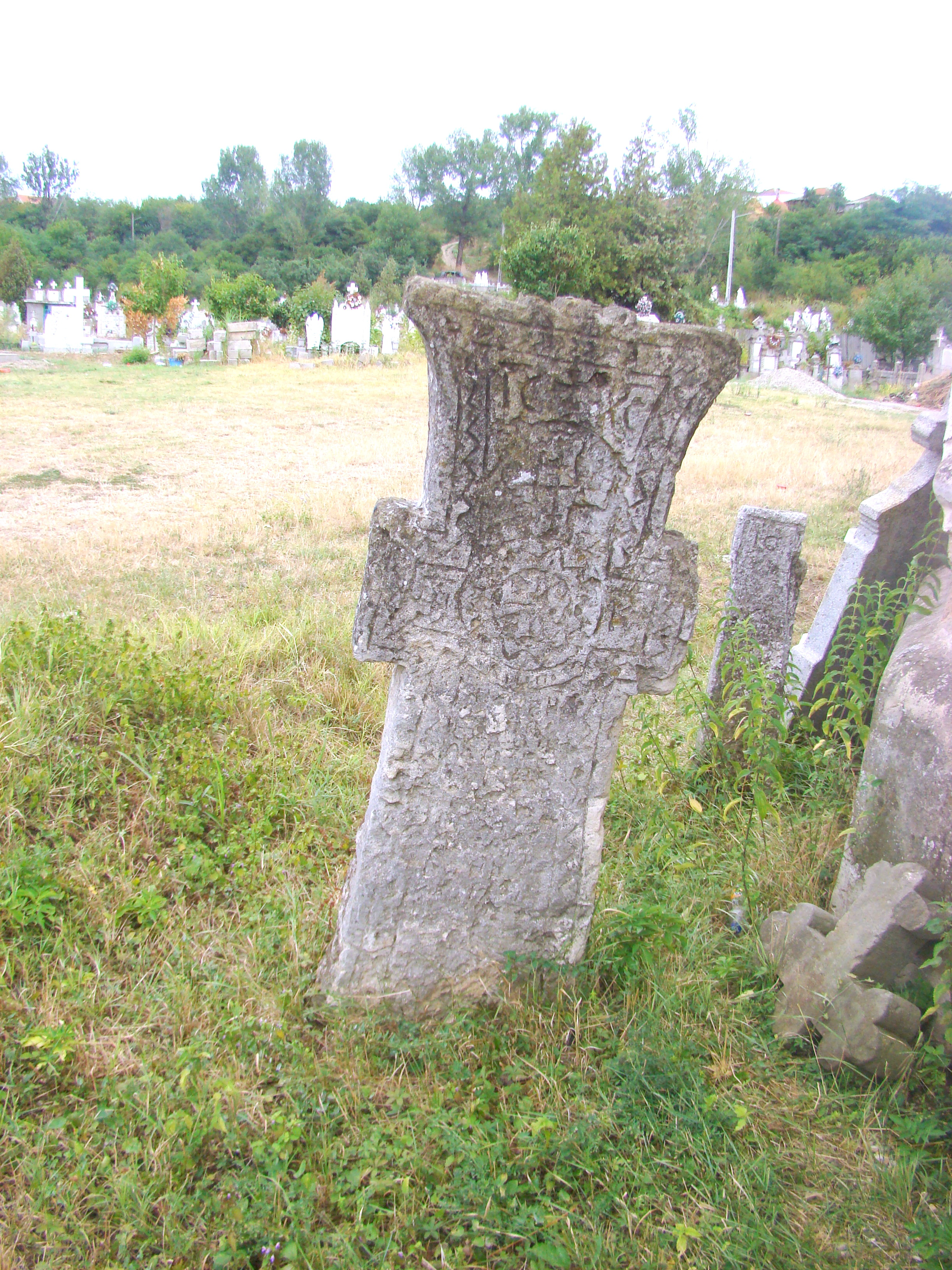
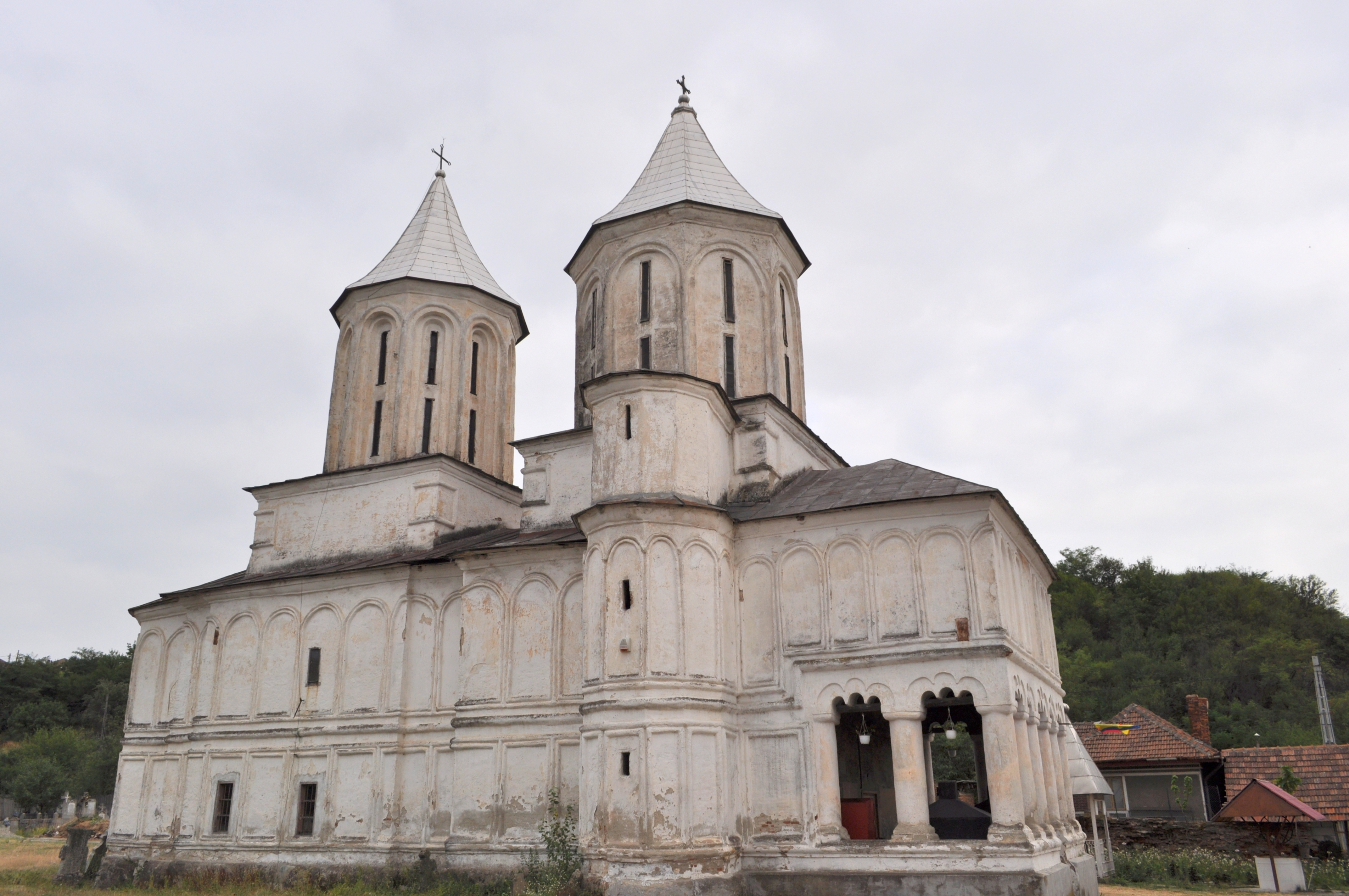
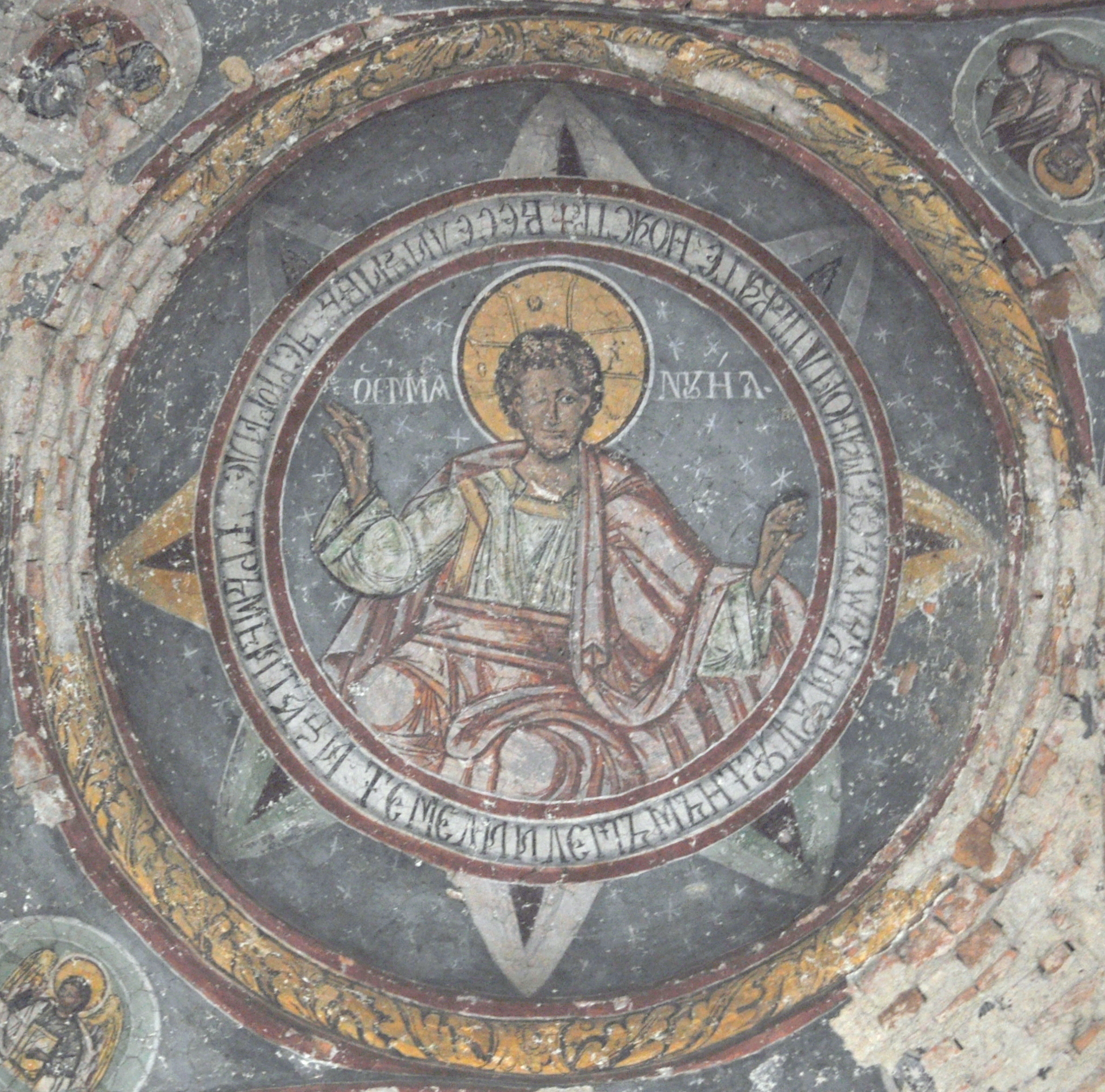
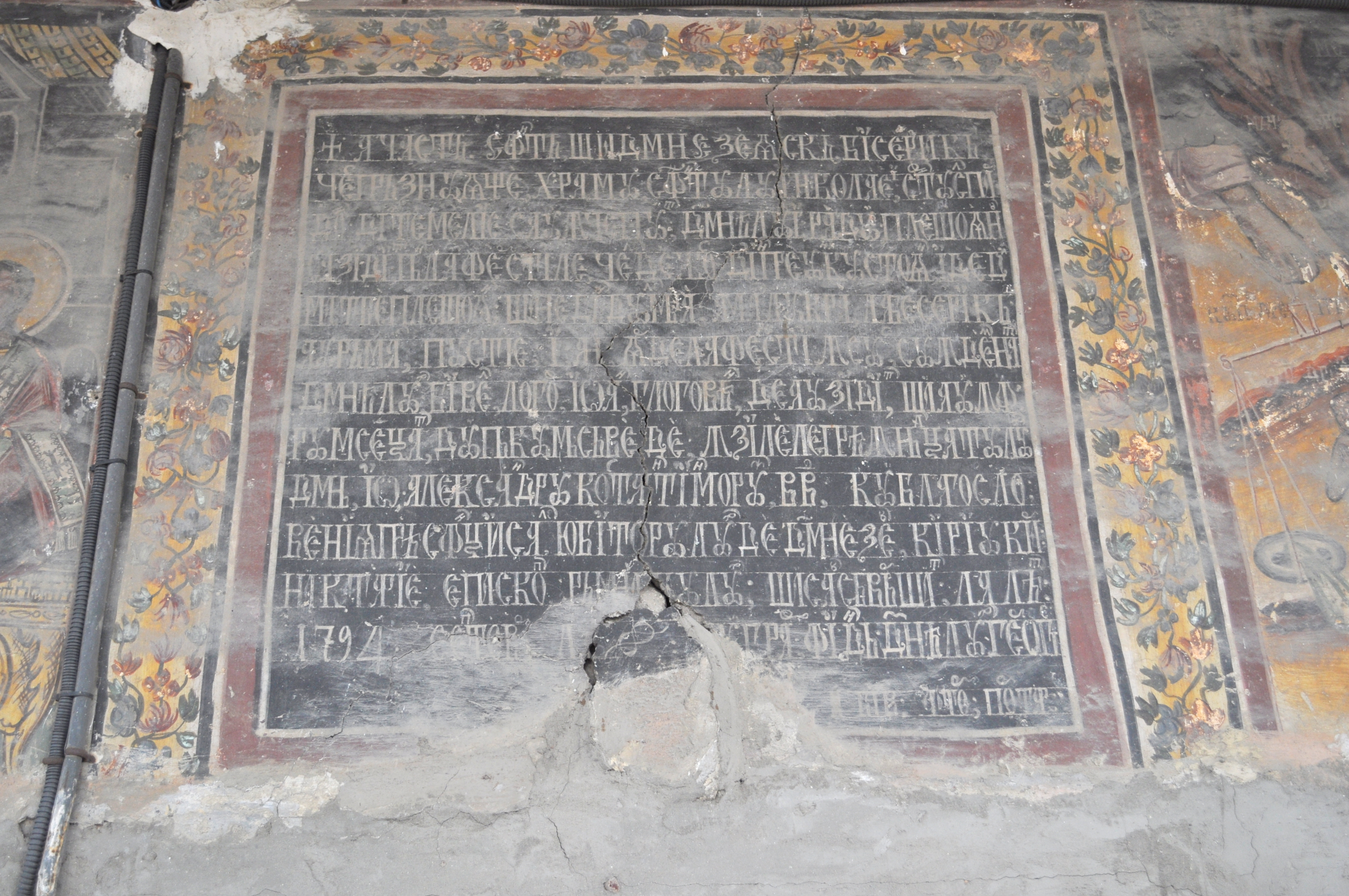
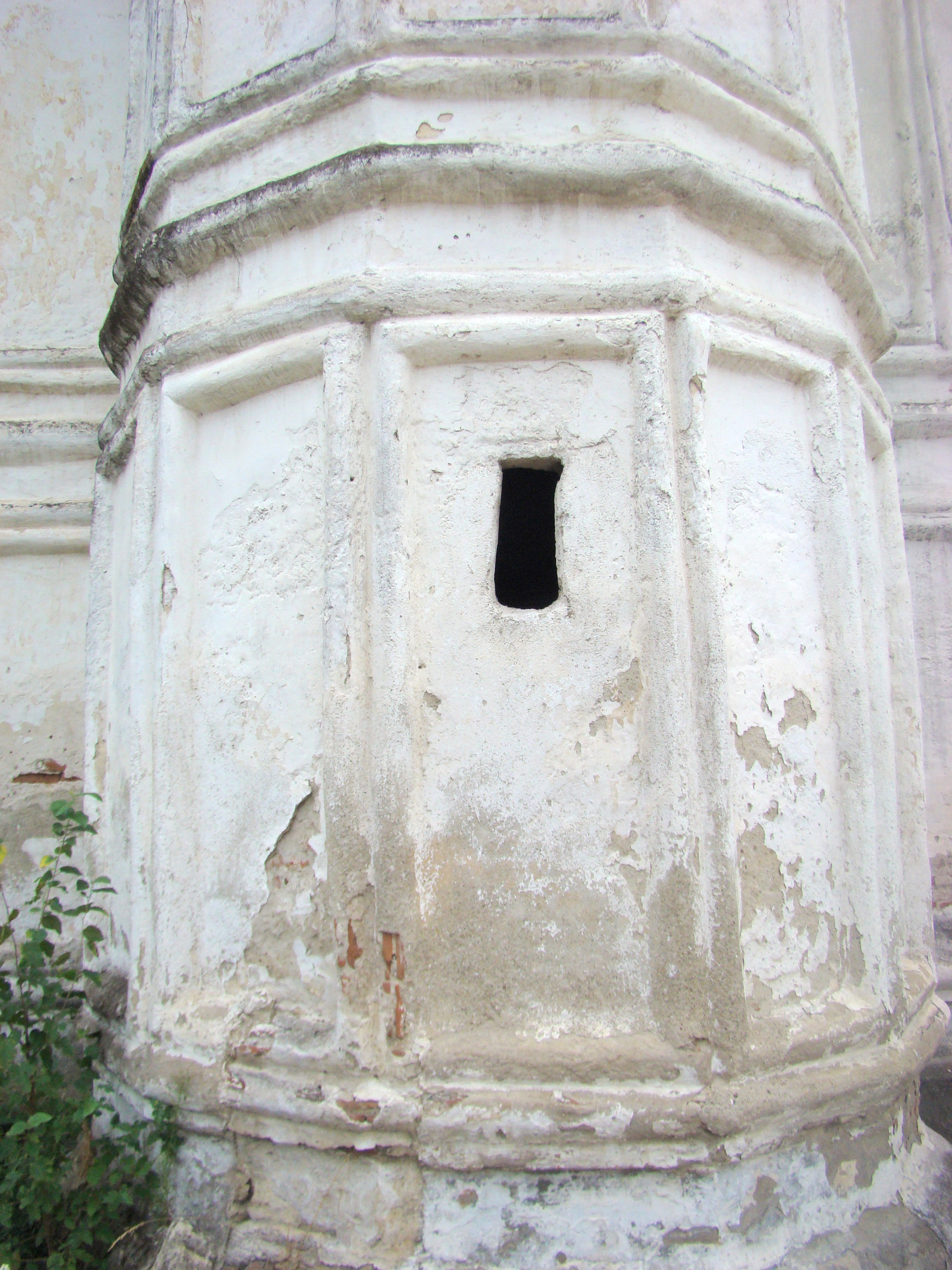
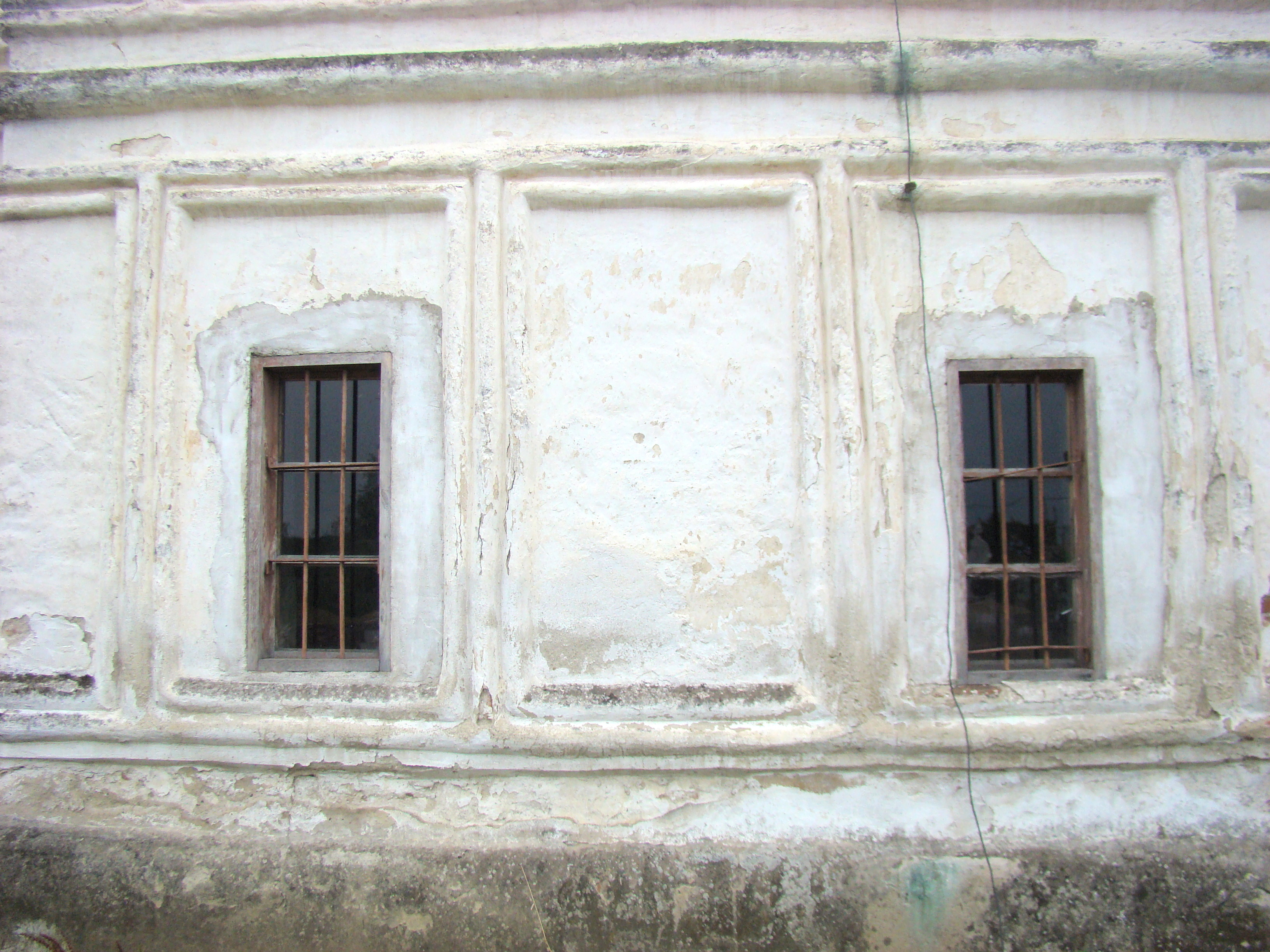
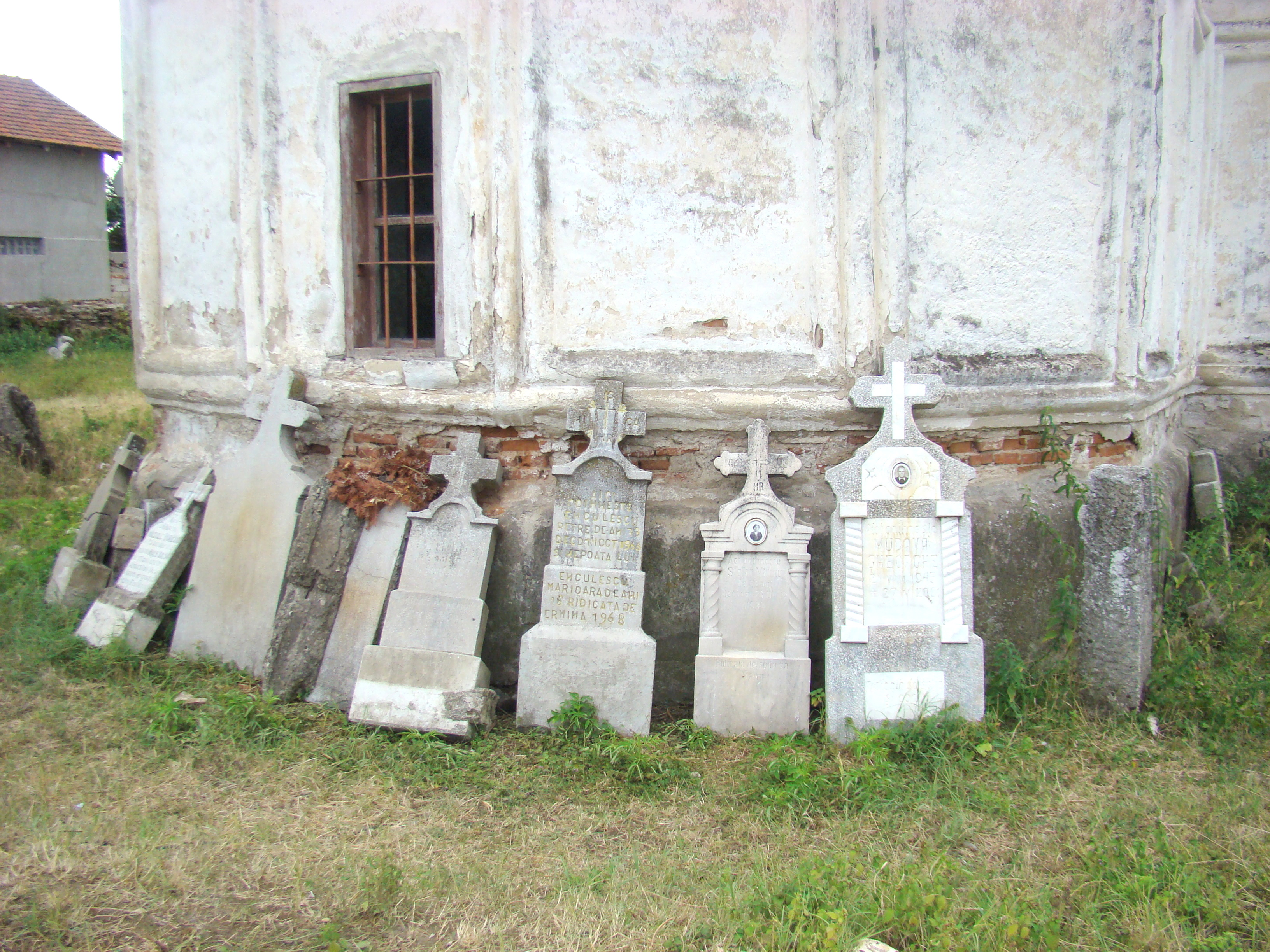
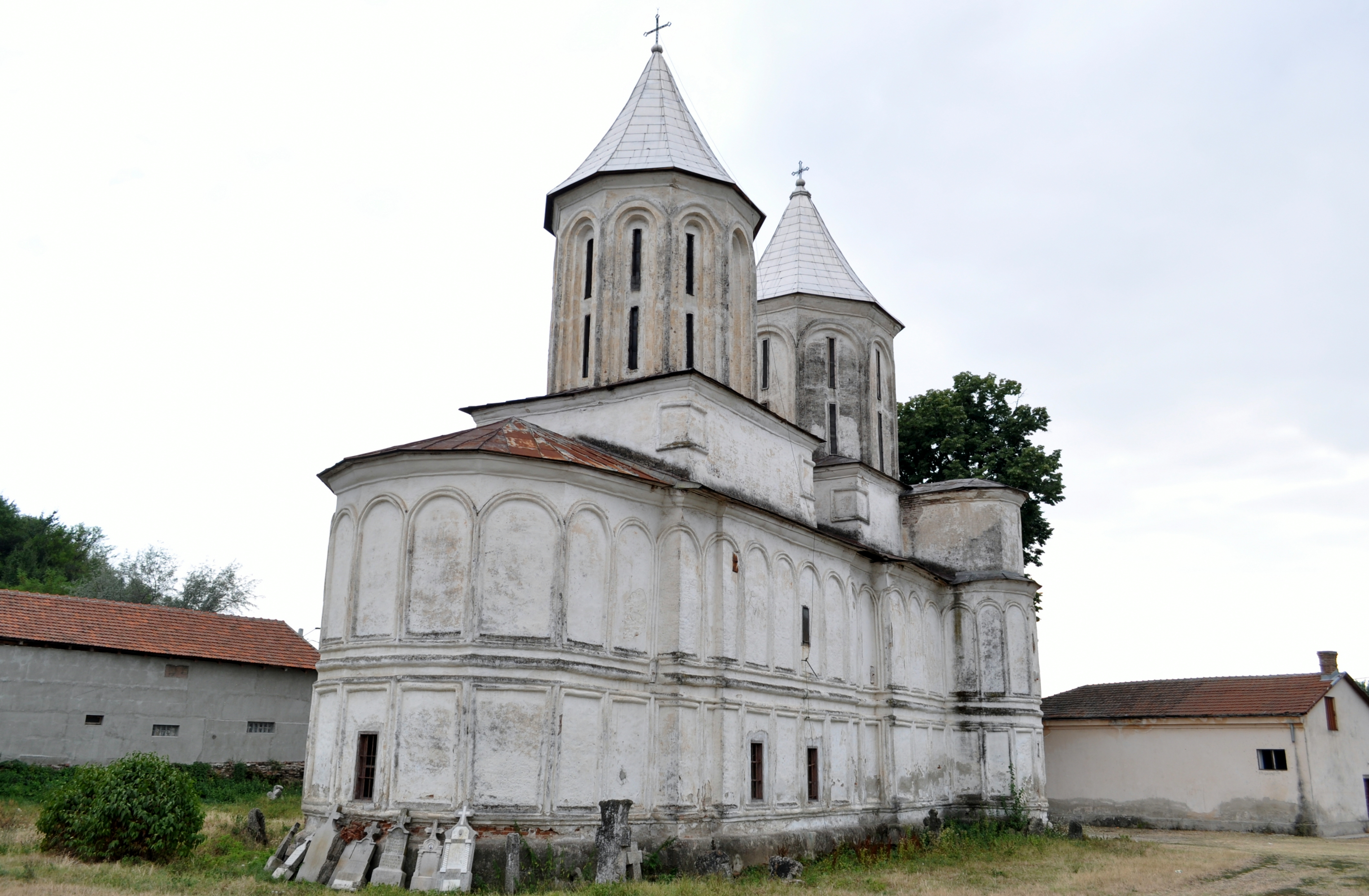
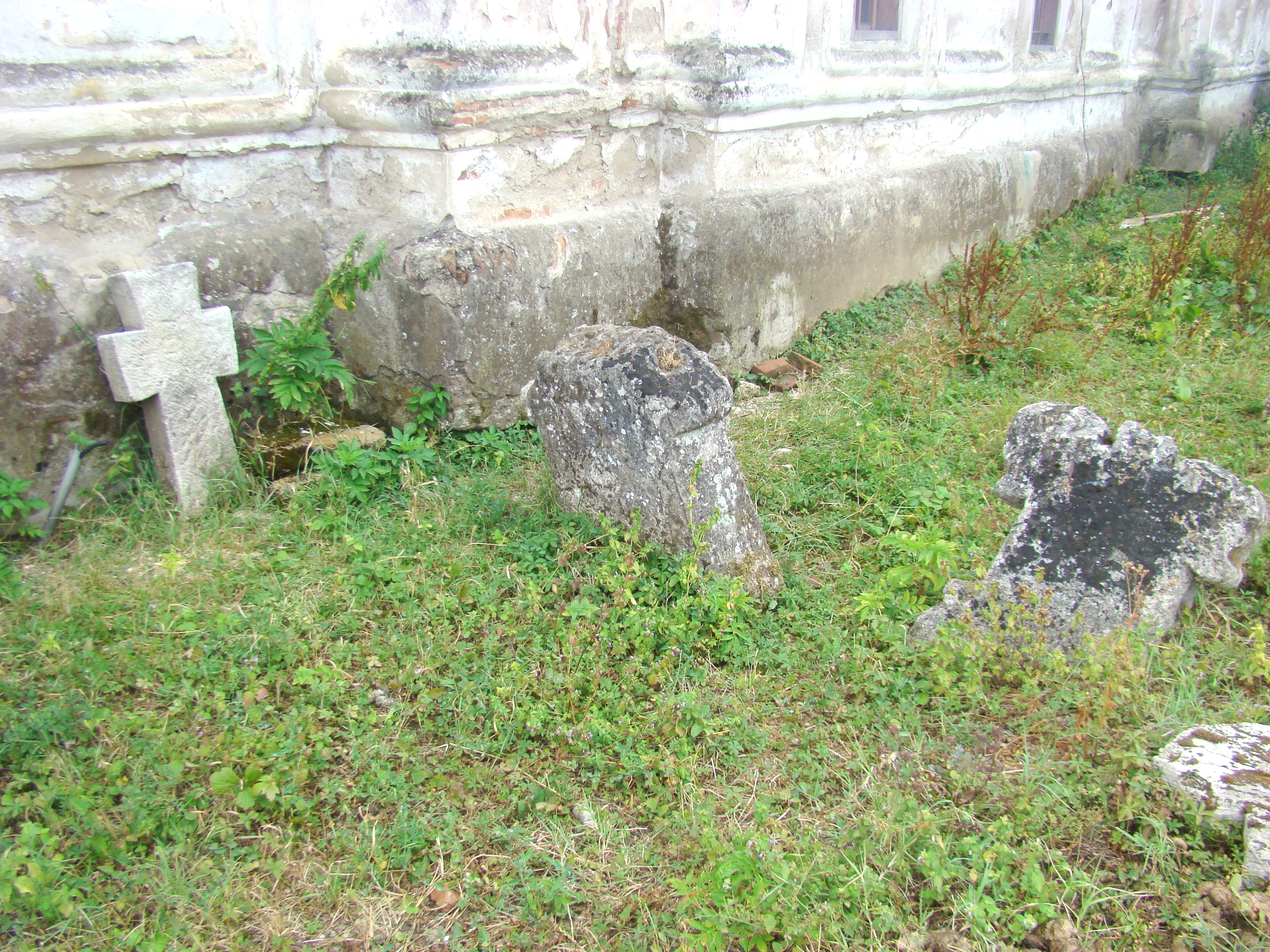
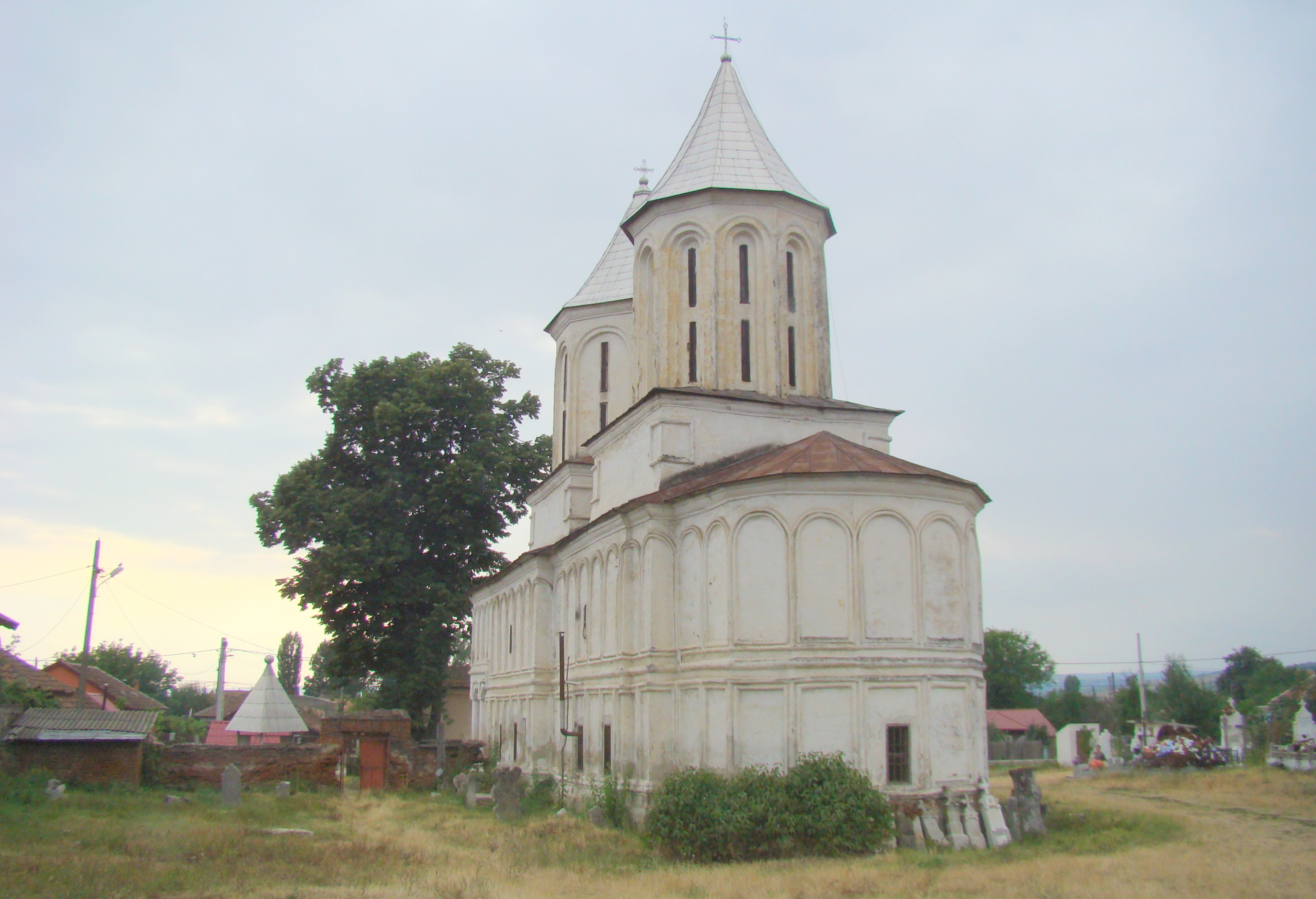
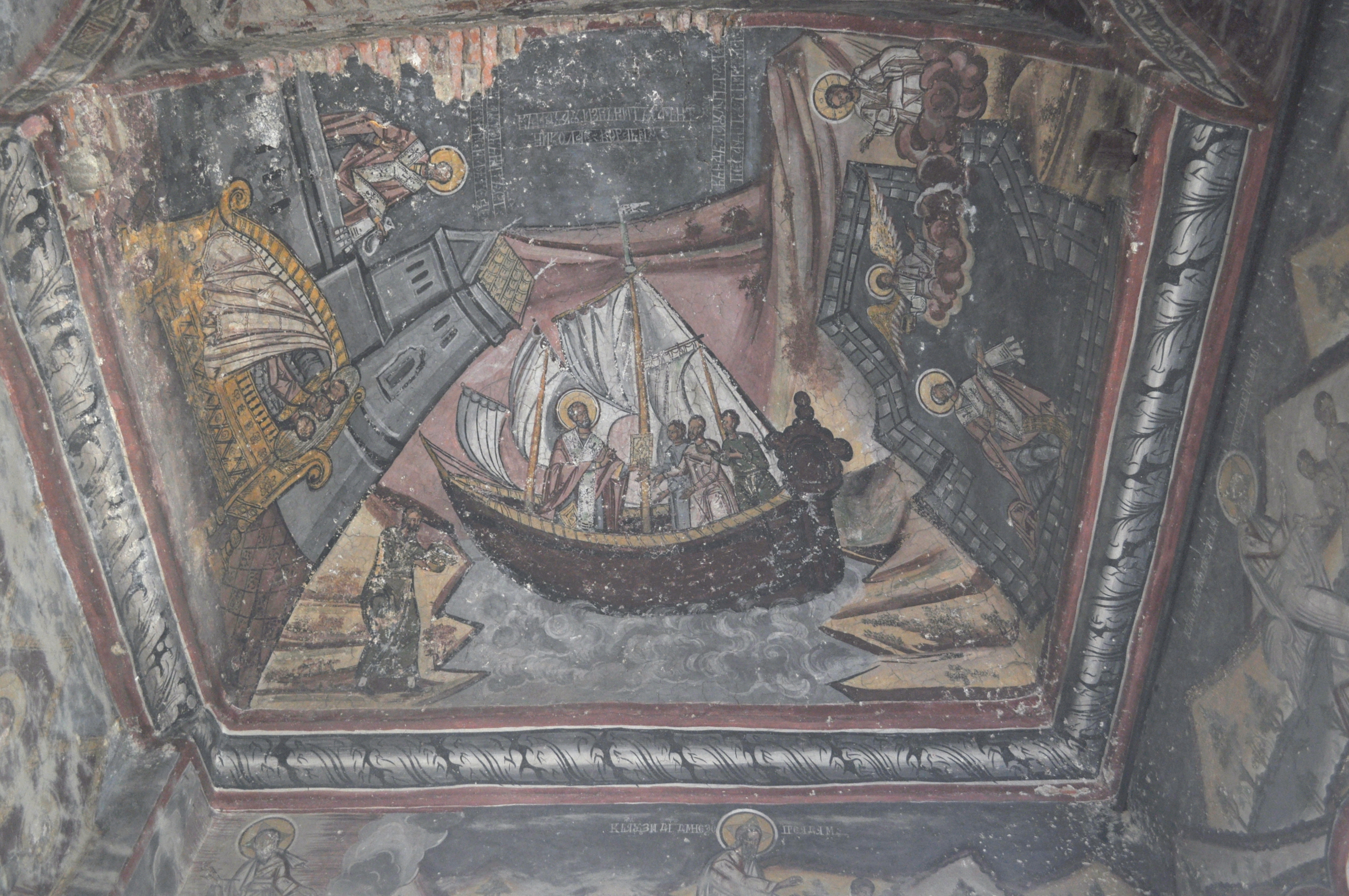
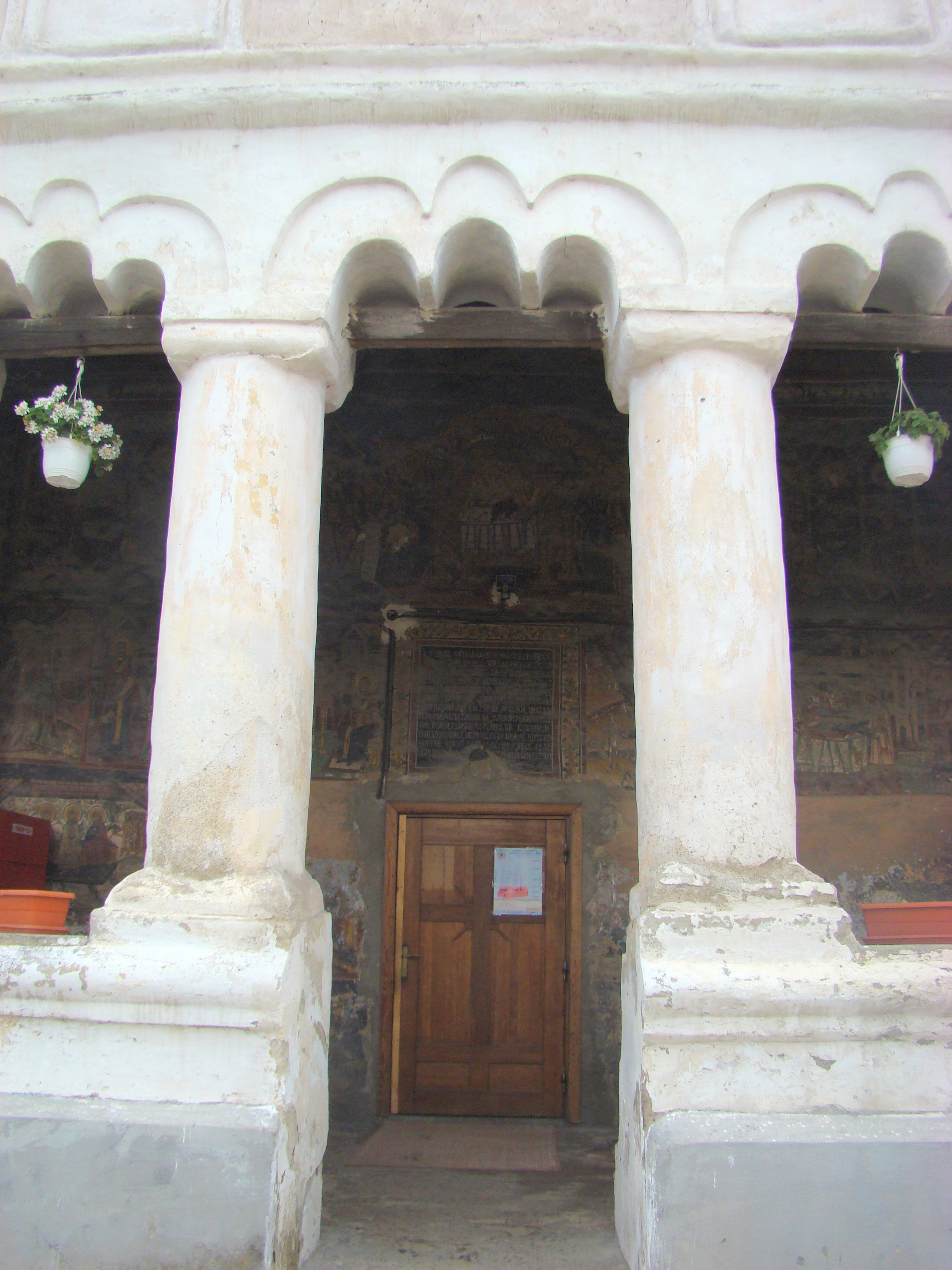
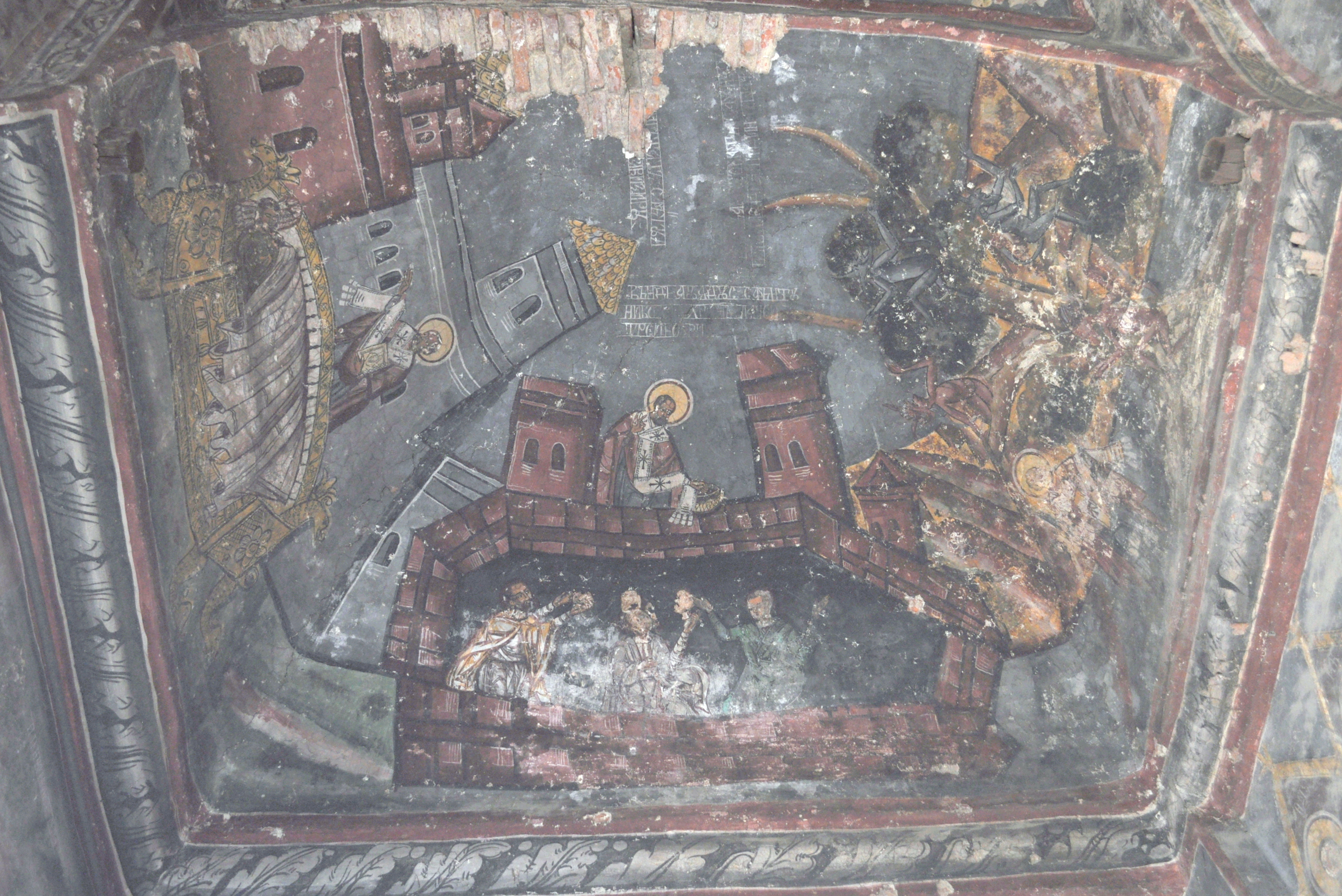
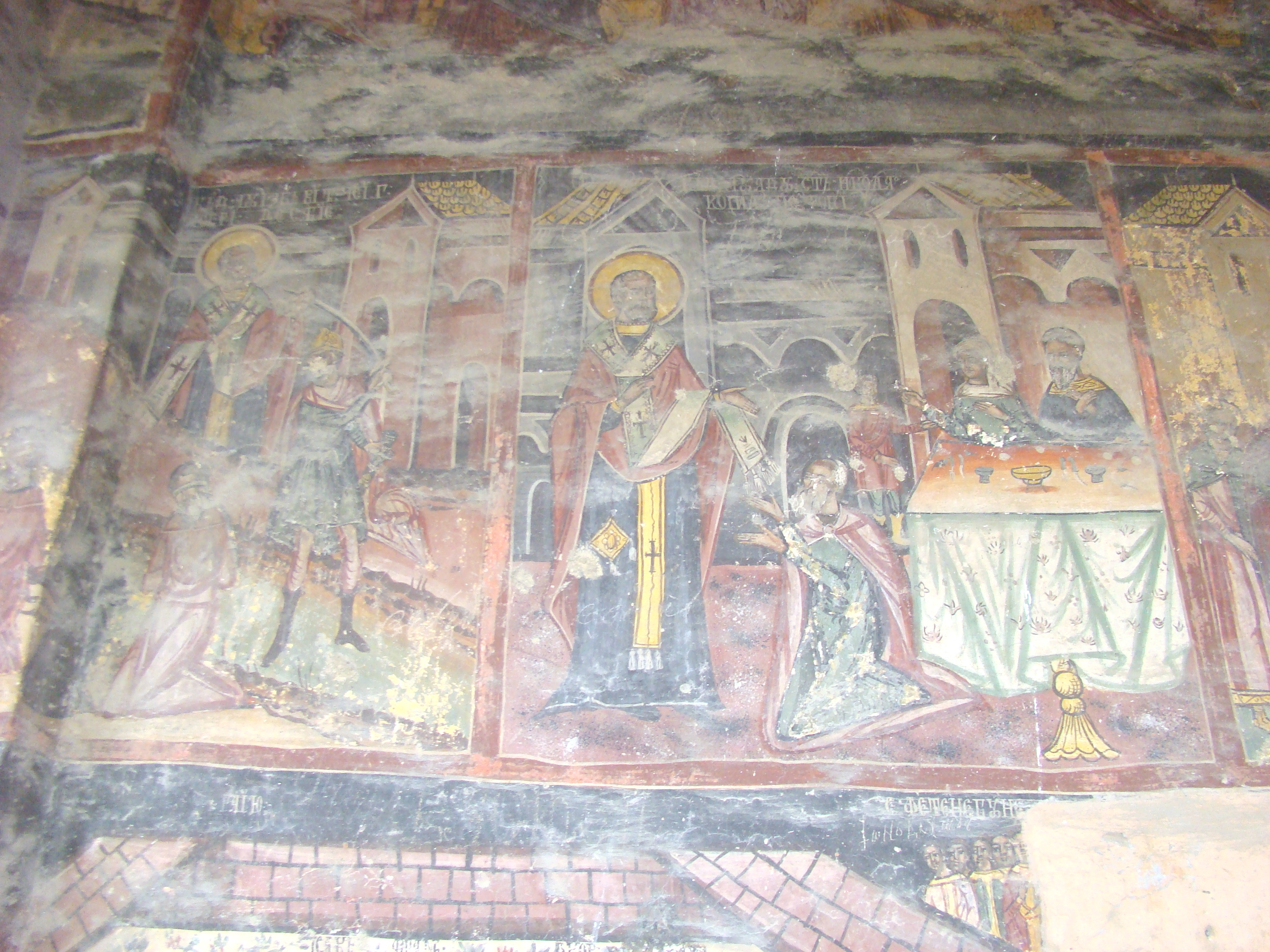
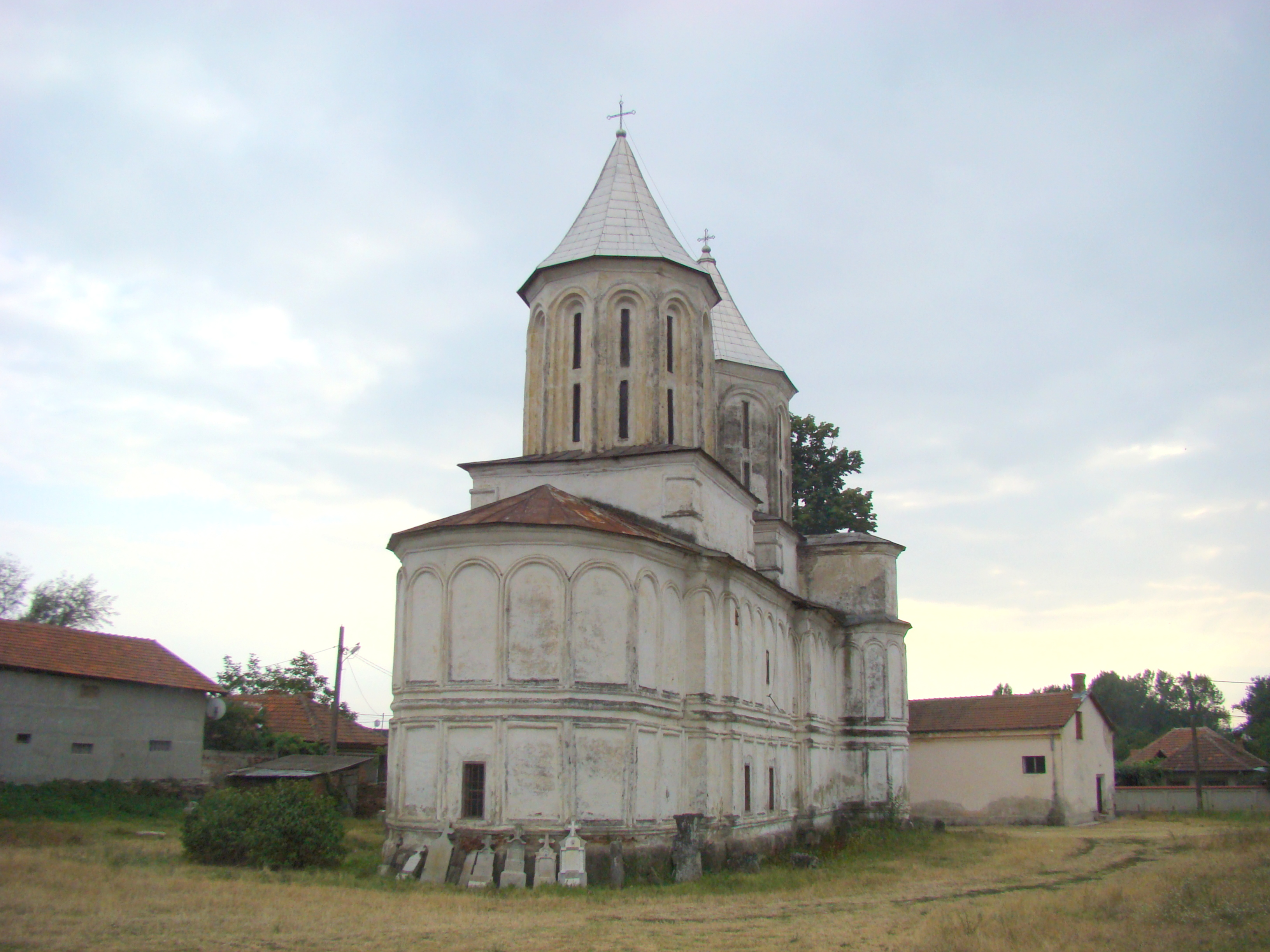
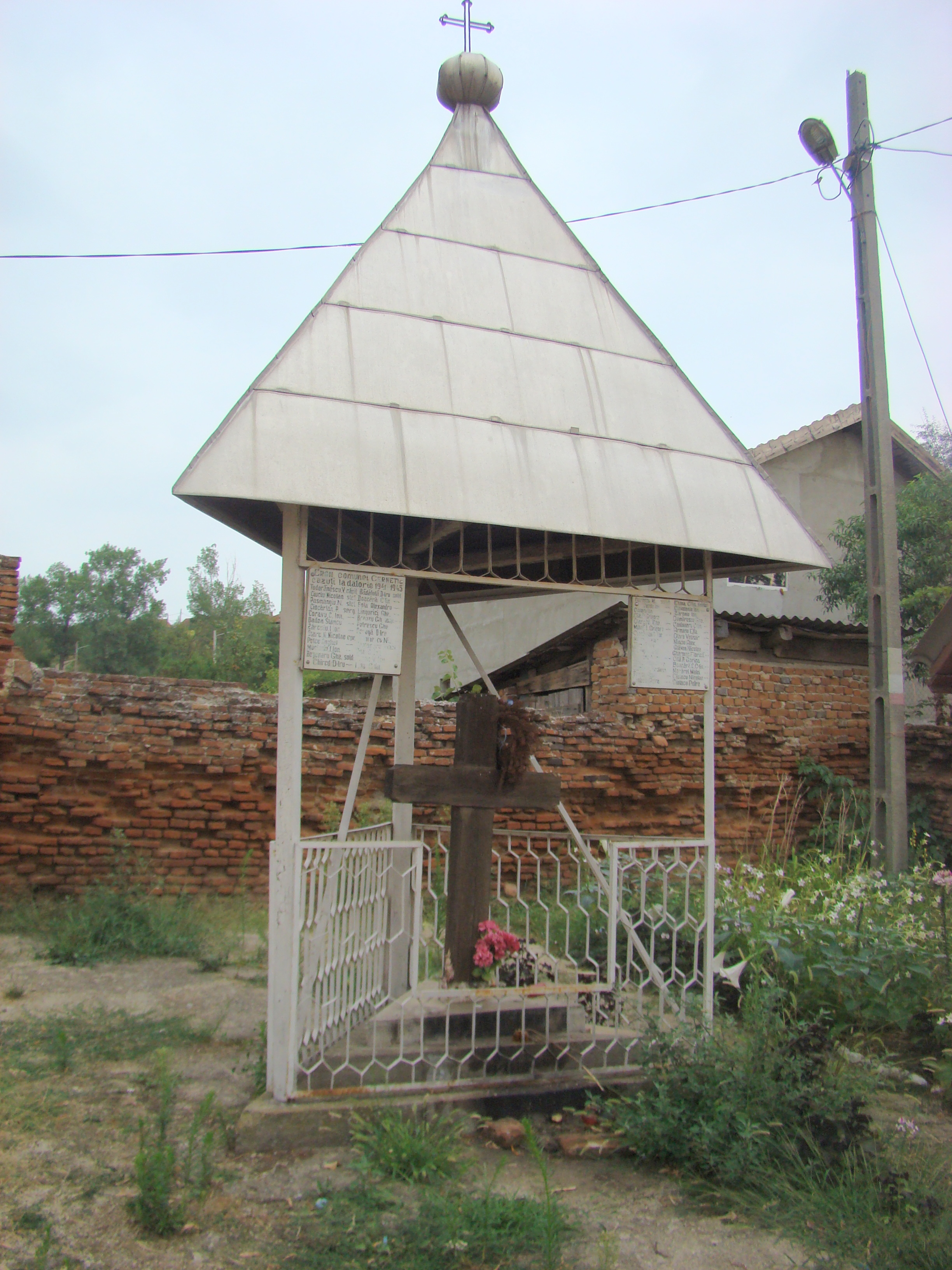
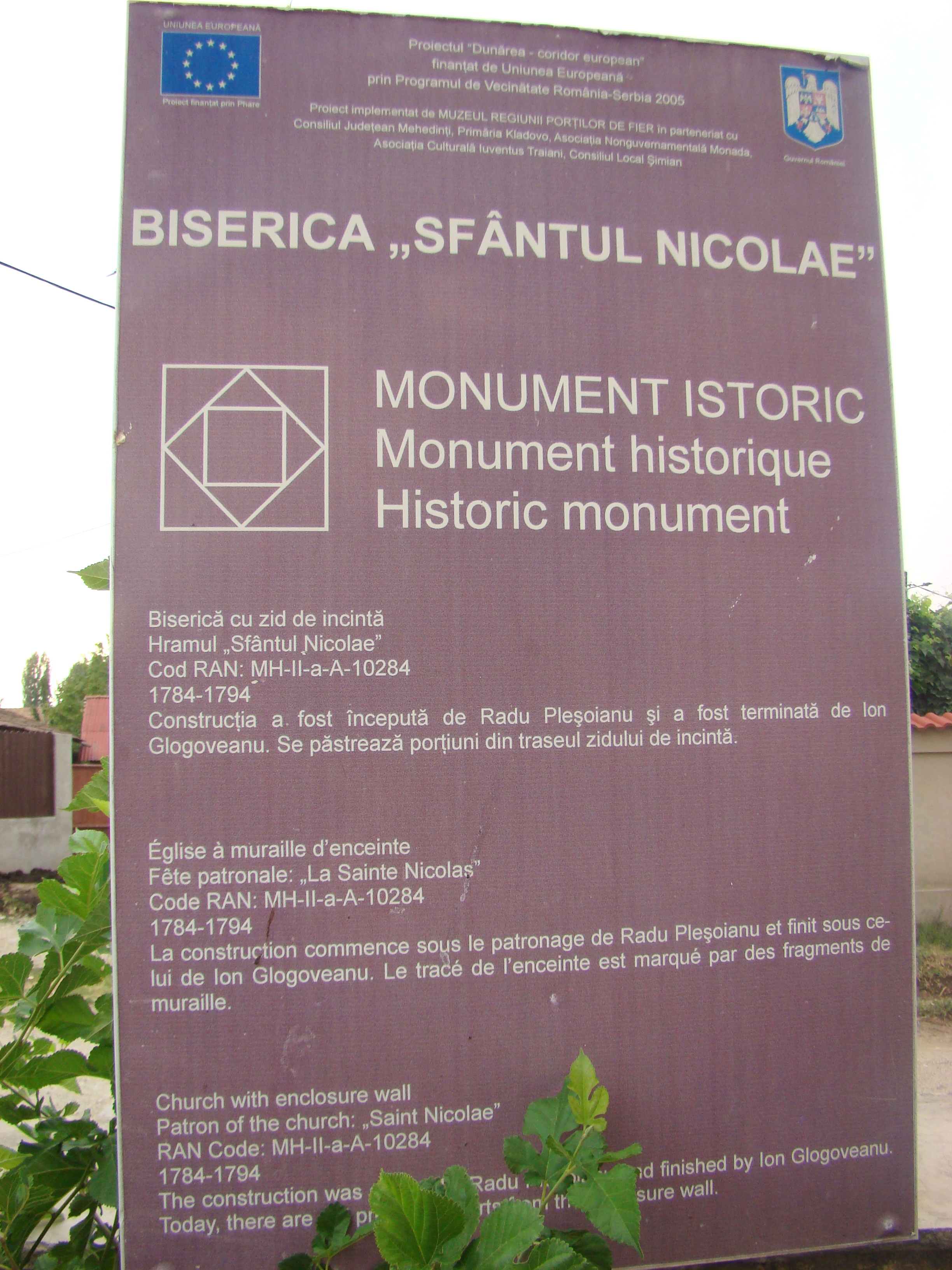